# Miklavž Komelj
Miklavž Komelj (né le 10 juillet 1973) est un poète et historien de l'art slovène.
Komelj est né à Kranj en 1973. Il a étudié l' histoire de l'art à l'Université de Ljubljana et a commencé à publier de la poésie en 1991.
En 2006, il a remporté le prix Jenko pour son recueil de poésie Hipodrom, et en 2010 le prix de la Fondation Prešeren pour son recueil de poésie Nenaslovljiva imena. En 2011, il a reçu le prix Rožanc pour Nujnost poezije.

### Recueils de poésie
- Miklavž Komelj, Luč delfina, 1991.
- Miklavž Komelj, Jantar časa, 1995.
- Miklavž Komelj, Rosa, 2002.
- Miklavž Komelj, Hipodrom, 2006.
- Miklavž Komelj, Nenaslovljiva imena, 2010.
- Miklavž Komelj, Modra obleka, 2011.
- Miklavž Komelj, Roke v dežju, 2011.
- Miklavž Komelj, Noč je abstraktnejša kot, 2014.
- Miklavž Komelj, Minima impossibilia, 2016.
- Miklavž Komelj, Liebestod, 2017.
- Miklavž Komelj, 11, 2018.
- Miklavž Komelj, Stigmatizacija, 2019.

### Livres de prose
- Miklavž Komelj, Sovjetska knjiga, 2012.
- Miklavž Komelj, Larvae, 2019.

### Essai
- Miklavž Komelj, Nujnost poezije, 2010.